# Leptogenys donisthorpei
Leptogenys donisthorpei är en myrart som beskrevs av Mann 1922. Leptogenys donisthorpei ingår i släktet Leptogenys och familjen myror. Inga underarter finns listade i Catalogue of Life.